# Drzwi Timura (Tamerlana)
Drzwi Timura (Tamerlana) (ros. Двери Тимура (Тамерлана)) – obraz olejny namalowany przez rosyjskiego malarza Wasilija Wierieszczagina w 1872 roku, znajdujący się w zbiorach Galerii Tretiakowskiej w Moskwie.

## Opis
Będąc podległym generał-gubernatorowi Turkiestanu Konstantinowi von Kaufmanowi, Wierieszczagin brał udział w działaniach wojennych w latach 1867–1868 i 1869–1870. W maju 1868 roku artysta przybył do Samarkandy, już po jej zdobyciu przez Cesarską Armię Rosyjską. Rosjanie stacjonowali na terenach sąsiadujących z pałacem emirów Buchary, którzy przejęli władzę po wypędzeniu Timurydów w XVI wieku. Pałac nazywał się Kok-Tash, według legendy tron Timura Chromego zwanego także Tamerlanem wykonany z białego kamienia, znajdujący się na jego dziedzińcu, nosił tę nazwę. Spacerując z Kaufmanem po galeriach pałacu i rozmawiając o jego historycznej przeszłości, Wierieszczagin wyobrażał sobie sceny rozgrywające się w tych murach w okresie rozkwitu imperium Timurydów. W efekcie powstało dzieło „Drzwi Timura (Tamerlana)”, odzwierciedlające dawną świetność pałacu Kok-Tash.
Orientalne płótno Wasilija Wierieszczagina przedstawia dwóch strażników uzbrojonych w łuki, kołczany ze strzałami, szable, włócznie i tarcze, strzegących wejścia do komnat Timura. Wskrzeszając żywe obrazy przeszłości, artysta oparł się nie tyle na swoich fantazjach, ile na pomnikach i artefaktach zachowanych w Samarkandzie. Obraz przedstawia istniejące w rzeczywistości starożytne drzwi pałacu emirów Buchary Kok-Tash. Dokładnie te same drzwi uwiecznione są na fotografii z 1868 roku z tak zwanego „Albumu Turkiestanu” (Albumu Kaufmana). Z dużym prawdopodobieństwem artysta mógł wykorzystać to zdjęcie przy malowaniu obrazu „Drzwi Timura (Tamerlana)” w Monachium, dokąd został wysłany w 1870 roku do pracy nad cyklem obrazów poświęconych Turkiestanowi. Z jednej strony złożony, wyraźnie zapisany wzór imitujący snycerstwo mówi o Wierieszczaginie jako genialnym rysowniku, z drugiej strony dokładnie pasuje do wystroju drzwi na fotografii.
Ukazując rozkwit Samarkandy pod rządami Timurydów na płótnie „Drzwi Timura (Tamerlana)”, artysta przeciwstawia je współczesnej rzeczywistości, przedstawiając zubożałych derwiszów w meczecie Chodży Ahmada Jasawiego na obrazie „U drzwi meczetu” (1873). Rosyjski malarz Iwan Kramskoj powiedział, że oba te obrazy, mimo braku widocznej treści i akcji, są historyczne i tak bardzo mocno osadzone w kulturze Azji Środkowej, że przeczytanie nie wiadomo ilu nawet książek, nie spowoduje takich wrażeń jak jeden taki obraz.